# Trochosa beltran
Trochosa beltran là một loài nhện trong họ Lycosidae.
Loài này thuộc chi Trochosa. Trochosa beltran được Cândido Firmino de Mello-Leitão miêu tả năm 1942.